# Екселігмос
Екселігмос (грец. ἐξέλιγμος — поворот колеса) — період, що становить приблизно 19756 діб або три сароси, після якого затемнення Місяця і Сонця повторюються (наближено) при однакових умовах.
На відміну від сароса, екселігмос містить в собі не тільки наближено цілі кількості синодичних місяців (669), драконічних місяців (726), аномалістичних місяців (717), але й приблизно цілу кількість діб (19756). Тому, через екселігмос можна спостерігати затемнення в одній і тій же місцевості приблизно на однакових умовах.
Через складний характер обертання системи Земля-Місяць-Сонце затемнення через екселігмос повторюються в тих самих умовах лише наближено. Тривалість екселігмосу від максимуму затемнення до максимуму затемнення може бути як меншою 19756 діб, так і більшою.

## Приклад повторення затемнень через екселігмос
- Повне сонячне затемнення 8 червня 1956 року з максимумом о 21:20:09 UT, що спостерігалося в південній частині Тихого океану та повне сонячне затемнення 11 липня 2010 року (приблизно через 54 роки) з максимумом о 19:33:33 UT, яке також спостерігалося в південній частині Тихого океану, але вже дещо північніше. Як видно з цього прикладу, екселігмос вийшов на 1 годину 47 хвилин коротшим, ніж 19756 діб.

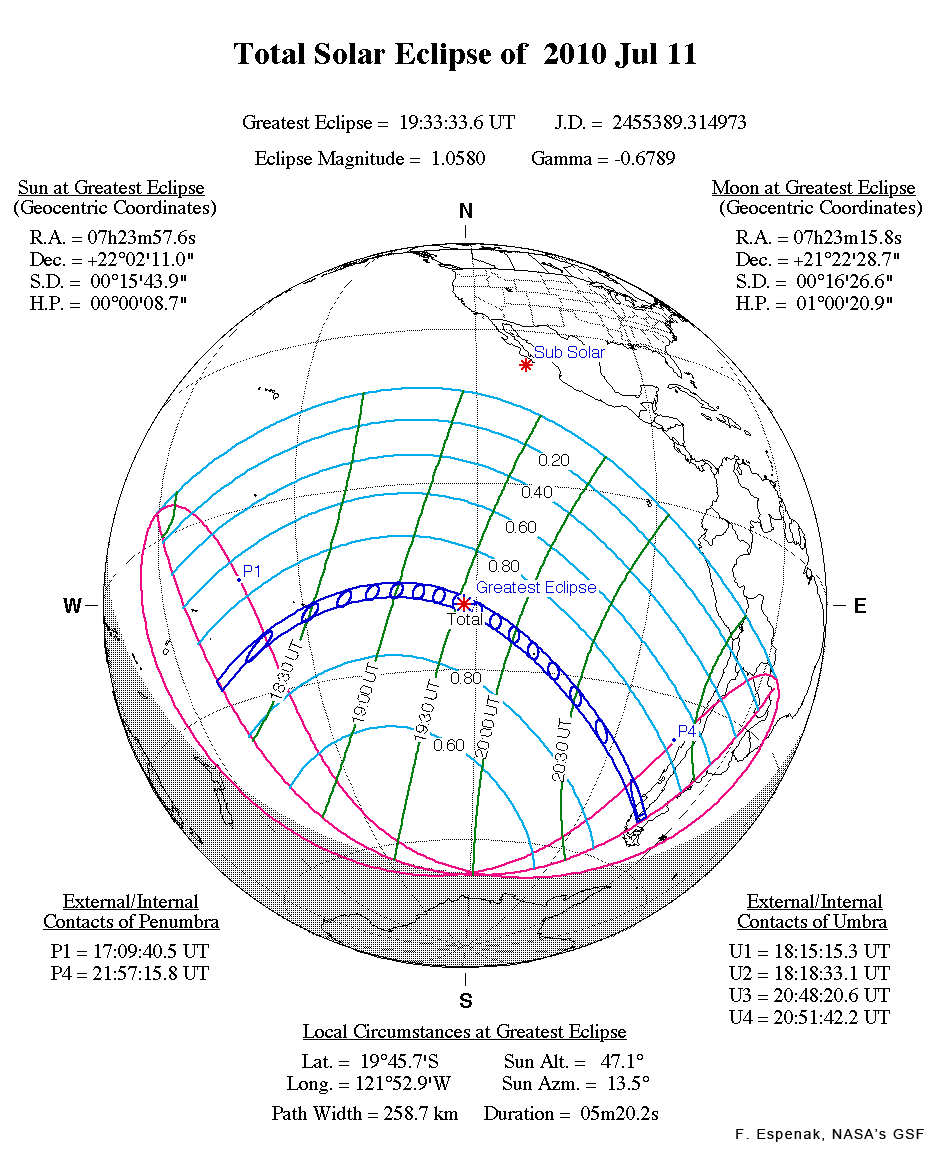
Карта повного сонячного затемнення 11 липня 2010 року

- Повне місячне затемнення 18 листопада 1956 року з максимумом о 6:47:43 UT, що спостерігалося в західній півкулі та повне місячне затемнення 21 грудня 2010 року з максимумом о 8:16:56 UT, яке спостерігаолось також в західній півкулі. Як бачимо на цьому прикладі, екселігмос вийшов на 1 годину 29 хвилин довшим, ніж 19756 діб.

## Практичне застосування
В наш час розрахунок сонячних та місячних затемнень виконують з використанням точних математичних моделей за допомогою комп'ютерів. Екселігмос може використовуватися лише любителями астрономії.
Проте в давнину люди використовували "потрійний сарос", наприклад, в Антикітерському механізмі.